# Laserowe zamykanie naczynek
Laserowe zamykanie naczynek – odmiana laseroterapii dermatologicznej. Za jej pomocą usuwa się znamiona naczyniowe. 
Inne nazwy: laserowe usuwanie naczynek, zabieg naczynkowy. Jest to zabieg bezpieczny, bezbolesny i nieinwazyjny dla naskórka.

## Rozszerzone naczynia krwionośne
Pierwszym stadium powstania rozszerzonych naczyń krwionośnych jest silne zaczerwienienie. Zmiany te mijają, a na skórze pozostaje teleangiektazja – widoczne przez naskórek, wyraźnie rozszerzone i wypełnione krwią naczynie krwionośne. Są one nazywane potocznie „pajączkami naczyniowymi”, gdyż mogą przybierać duże rozmiary i rozmaite kształty, a także zlewać się w rumień. Do najczęstszych przyczyn ich powstawania zalicza się m.in. wrodzoną kruchość naczyń krwionośnych (predyspozycja genetyczna), zaburzenia hormonalne lub wpływ czynników zewnętrznych, jak ekspozycja na słońce, wiatr lub gwałtowne zmiany temperatur, promieniowanie w solarium, nadużywanie alkoholu oraz stosowanie niektórych leków (np. sterydów). Nieleczone teleangiektazje skupione w „pajęczą sieć” mogą pękać i przylegać do siebie, dając wrażenie jednorodnego zaczerwienienia skóry.

## Wskazania
Laserowe zamykanie naczynek można stosować w przypadku następujących znamion:
- teleangiektazje skórne,
- naczyniaki gwiaździste,
- naczyniaki rubinowe, zwane też punktami rubinowymi (wypukłe kilkumilimetrowe wykwity barwy czerwono-rubinowej),
- wenulektazje kończyn dolnych (niewielkie żylaki),
- plamy naczyniowe typu czerwonego wina, inaczej malformacje naczyniowe kapilarne, PWS, dawniej nazywane naczyniakami płaskimi (wady unerwienia włosowatych naczyń krwionośnych, w wyniku których naczynka pozostają stale poszerzone),
- zanik pstry siateczkowaty barwnikowy skóry twarzy i szyi - poikilodermia Civatte'a (siateczkowata pigmentacja skóry, najczęściej występującą na bocznych powierzchniach szyi),
- jeziorka żylne warg.

Laserowe zamykanie naczyń krwionośnych to zabieg odpowiedni przy otwartych naczynkach położonych stosunkowo płytko. W przypadku głębszych zmian zaleca się inne metody, takie jak elektrokoagulacja.

## Przeciwwskazania do terapii i środki ostrożności
Przeciwwskazaniem są następujące choroby i skłonności:
- cukrzyca,
- padaczka,
- zaburzenia krzepliwości krwi,
- nowotwory i guzy,
- wszczepiony rozrusznik serca,
- aktywne zmiany wirusowe lub bakteryjne na skórze,
- niektóre choroby skóry, jeśli zmiany skórne będą narażone na bezpośrednie działanie lasera (trądzik różowaty, bielactwo, zmiany alergiczne),
- skłonność do infekcji wirusem opryszczki (można stosować profilaktycznie leki przeciwwirusowe),
- skłonność do bliznowacenia,
- zażywanie niesteroidowych leków przeciwzapalnych,
- używanie kremów z Retinolem (3 tygodnie przed zabiegiem),
- zażywanie ziół fotouczulających (nagietek, dziurawiec),
- zażywanie preparatów podwyższających poziom melaniny (np. Beta Karoten)

oraz ciąża i miesiączka.
Ze względu na działanie światłem przeciwwskazaniami są:
- świeża opalenizna (zaleca się miesiąc przerwy po ostatnim opalaniu),
- choroby skóry, których przyczyną jest nietolerancja UV (fotodermatozy),
- stosowanie leków zwiększających wrażliwość skóry na światło, niektórych antybiotyków np. tetracykliny, doksycykliny, pochodnych witaminy A, niektórych leków kardiologicznych, sterydów, preparatów na bazie dziurawca i nagietka (zaleca się odstawienie 7 dni przed zabiegiem, a powrót do kuracji 2 do 4 tygodni po nim).

Również terapia nie jest zalecana podczas stosowania:
- kosmetyków i leków złuszczających (zaleca się odstawienie 7 dni przed zabiegiem, a powrót do kuracji 2 do 4 tygodni po nim),
- herbatek wyszczuplających (zaleca się odstawienie 7 dni przed zabiegiem, a powrót do kuracji 2 do 4 tygodni po nim),
- kremów zawierających retinol, isotretinoinę, kwasy owocowe, witaminę C (należy przerwać miejscowo ich stosowanie na 4 tygodnie przed zabiegiem),
- mydła, spirytusu, toników na bazie alkoholu (zaleca się przerwanie stosowania ich miejscowo na dzień przed zabiegiem),
- leków obniżających krzepliwość krwi (środki na bazie kwasu salicylowego, leki przeciwzakrzepowe, np. pochodne kumaryny, heparyny).

Przeciwwskazane jest również przechodzenie zabiegu pod wpływem alkoholu.

## Zasada działania
W kuracji wykorzystuje się proces wybiórczej fototermolizy (koagulacji na ściśle określonej powierzchni). W trakcie zabiegu wiązka laserowa jest pochłaniana przez czerwony barwnik krwi - hemoglobinę, a następnie zamieniana na ciepło. Woda znajdująca się w tkance zostaje odparowana a ścianki naczynia wysuszają się, zapadają i obumierają, by po pewnym czasie zostać wchłonięte przez organizm. Zapobiega to przerwaniu ścianek naczynia, dzięki czemu redukuje się efekty uboczne oraz skraca czas rekonwalescencji. Łatwo wyznaczyć punktowy obszar działania oraz regulować głębokość w zależności od umiejscowienia zmian naczyniowych. Służy temu odpowiedni dobór długości fali świetlnej. Lekarz ocenia przebarwienia i znamiona barwnikowe oraz średnicę, kolor i liczbę zmian skórnych pacjenta. Następnie wprowadza dane do komputera, który definiuje parametry naświetlania (wysokość energii, rodzaj filtra, liczbę impulsów, odstęp czasowy między nimi i czas trwania impulsu). Osobom zakwalifikowanym do zabiegu wykonuje się próbę laserową w celu optymalnego dobrania takiej energii, aby przy jak najmniejszej ilości uzyskać jak najlepszy efekt.
Na małe, lub powierzchniowe zmiany naczyniowe najlepiej działa promień dobrze pochłaniany przez oksyhemoglobinę, ale jednak wnikający w tkankę (co pozwala to na korekcję zmian podskórnych oraz większą kontrolę nad nagrzewaniem tkanki). W tym celu używa się światła widzialnego o barwie żółto-zielonej (ok. 500-600 nm) Jednak dobre pochłanianie wiązki przez hemoglobinę utrudnia leczenie większych i głęboko położonych zmian. Podczerwona (1064 nm) - słabiej wchłaniana długość fali - umożliwia bardziej równomierne nagrzewanie większych naczyń. Najnowsze systemy laserowe generują obydwa rodzaje wiązki, dzięki czemu charakteryzują się dużą uniwersalnością, znajdując zastosowanie także w zabiegach depilacji laserowej oraz fotoodmładzania. Aby zapobiec uszkodzeniu tkanki (co mogłoby doprowadzić do powstania blizn), emisja wiązki ma charakter pulsacyjny - przerwy pomiędzy impulsami pozwalają tkance się ochłodzić. Energia świetlna emitowana z lasera jest pochłaniana przez czerwony barwnik krwi, tj. hemoglobinę. W efekcie podnosi się temperatura, a krew „ścina się” i niszczy od wewnątrz ściany naczynia krwionośnego. Po pewnym czasie naczynie jest samoistnie usuwane z organizmu. Czasem, aby zamykanie naczynek laserem przyniosło widoczne rezultaty, zabieg trzeba wykonać od 1 do 3 razy w ciągu kilku miesięcy. Zabieg można wykonać o każdej porze roku.

## Przebieg zabiegu
Zabieg trwa średnio około 20 minut, przy czym dokładna długość zależy od obszaru objętego kuracją. Pacjentowi nakłada się okulary ochronne, po czym lekarz, lub technik naświetla leczone miejsca punktowo specjalną ruchomą głowicą, która emituje światło o określonej częstotliwości. Obecnie niemal wszystkie stosowane lasery mają wbudowane końcówki chłodzące, dzięki czemu nie ma potrzeby używania środków przeciwbólowych.

## Zabiegi alternatywne
W przypadku pękniętych naczyń głęboko osadzonych w skórze lub teleangiektazji zlanych w rumień dermatolog może zalecić zabiegi alternatywne dla lasera IPL. Należy do nich:
- Elektrokoagulacja (diatermia chirurgiczna) – działanie lecznicze opiera się na wykorzystaniu prądu o wysokiej częstotliwości (nawet do 200 stopni Celsjusza). Dzięki zastosowaniu specjalnej elektrody (igły) dochodzi do „ścięcia się” białka rozszerzonego naczynka albo wypalenia tkanki tworzącej zmianę.
- Laser VPL (ang. Variable Pulsec Light) – stosuje się go w przypadku posiadaczy przewlekłego rumienia i mniejszych naczynek krwionośnych, które mogłyby nie zostać wychwycone przez IPL. Rozszerzone naczynka zamykane są przy pomocy prostokątnej głowicy o powierzchni kilku centymetrów kwadratowych. Emituje ona mikrobłyski, które docierają do zmienionych chorobowo miejsc. Podobnie, jak w przypadku lasera IPL, również tutaj dochodzi to procesu fototermolizy.

## Kuracja
Przy małych zmianach naczyniowych może starczyć nawet jeden zabieg, jednak zwykle trzeba przeciętnie 2-5 zabiegów, a w skrajnych przypadkach nawet 10 i więcej. Niekiedy kuracja może nie zakończyć się pełnym powodzeniem, choć nastąpi widoczna poprawa (np. przy intensywnych zmianach typu PWS).
Bezpośrednio po zabiegu w miejscu naświetlenia może pojawić się rumień, obrzęk, niewielki siniak, lub niewielki strupek. Sama skóra przez kilka dni będzie podrażniona. Zmiany powinny zaniknąć od kilku godzin do 2 tygodni po zabiegu.
Odstępy pomiędzy zabiegami zależą od zastosowanego lasera i liczby przeprowadzonych zabiegów. Mogą to być tylko 2 tygodnie, choć zwykle jest to 4-6 tygodni po pierwszych zabiegach i nawet 8-10 tygodni po kolejnych.

## Postępowanie po zabiegu
Dzięki laserowej metodzie zamykania naczynek pacjent może powrócić do normalnego życia zaraz po zabiegu. Nie ma też ryzyka powikłań i infekcji, choć występują niewielkie efekty uboczne. Po zabiegu należy:
- unikać opalania się (1 miesiąc)
- unikać stosowania makijażu na poddane zabiegowi miejsce (4-5 dni)
- nie stosować leków i kosmetyków, odstawionych przed zabiegiem: zwiększających wrażliwość skóry na światło, przeciwzakrzepowych (antykoagulacyjnych), złuszczających, podrażniających skórę (minimum 2 tygodnie)
- unikać ćwiczeń fizycznych, gorących kąpieli, masaży i sytuacji, które mogą narazić skórę na urazy (do 1 tygodnia)
- spożywać gorących i pikantnych potrwa i nadużywać alkoholu
- używać silnych peelingów, toników na bazie alkoholu, mydła i spirytusu

Można stosować środki łagodzące podrażnienia i poparzenia, np. kremy natłuszczające. Po ok. 3-6 tygodniach pacjent powinien przyjść na wizytę kontrolną oceniającą efekty zabiegu i ewentualne wskazania do kolejnego leczenia.

## Powikłania po zabiegu
Powikłania po zabiegu są bardzo rzadkie, ustępują po ok. 10 do 15 dni i dotykają ok. 2% pacjentów. Należy do nich:
- uszkodzenie ciągłości skóry (np. pęcherze, strupy)
- niewielkie zasinienie naskórka
- zmiany pigmentacyjne (przebarwienia mogą dotknąć osoby mocno opalone)
- infekcje skórne
- uaktywnienie wirusa opryszczki

## Profilaktyka
Znamiona naczyniowe bywają efektem predyspozycji skóry. Aby ograniczyć występowanie uszkodzeń, wskazane jest:
- chronić skórę przed nadmiernym promieniowaniem UV (intensywne opalanie, solarium, lasery biostymulujace). Stosowanie preparatów z filtrami UVB i UVA (blokującymi promieniowanie ultrafioletowe), a także z filtrem IR (chroniącym przed podczerwienią)
- chronić skórę przed zimnem i wilgocią - stosować w okresie jesienno-zimowym kremy ochronne
- unikać przegrzewania skóry twarzy
- unikać długiego stosowania kosmetyków zawierających sterydy
- uzupełniać niedobory witamin (B2, PP, C)
- stosować kosmetyki do skóry naczyniowej oraz wrażliwej (obkurczające i wzmacniające naczynia krwionośne), np. preparaty z witaminą K i kwasem laktobionowym.